# تتیانا چورنا
تتیانا چورنا (اوکراینی: Тетяна Михайлівна Чорна؛ زادهٔ ۲۵ فوریهٔ ۱۹۸۱) بازیکن فوتبال اهل اوکراین است.
از باشگاه‌هایی که در آن بازی کرده‌است می‌توان به Metalurh Donetsk اشاره کرد.
وی همچنین در تیم ملی فوتبال زنان اوکراین بازی کرده‌است.